# Alophini
Los alofinos (Alophini) son una tribu de insectos coleópteros curculiónidos pertenecientes a la subfamilia Entiminae.  

## Géneros
- Acmaegenius
- Centron
- Ctenolobus
- Geralophus
- Graptus
- Lepidophorms
- Limalophus
- Plinthodes
- Pseudalophus
- Pseudobarynotus
- Rhytideres
- Seidlitzia
- Trichalophus
- Trigyphulas
- Xeralophus